# 亚拉巴马州行政区划
美国亚拉巴马州一共有67个县。每个县都在其境内拥有一个地方级别政府，目前州界范围内的土地是逐步加入美利坚合众国的。美国独立战争结束后，西佛罗里达通过条约割让给西班牙，其余部分先是划归密西西比领地，之后成为亚拉巴马领地。该领地最早组建的一些县也存留至今，其中包括州内历史最悠久，成立于1800年6月4日的华盛顿县。1814年的杰克逊堡条约打开了美国人定居亚拉巴马领地的大门，这也让新县创建的速度大幅增长。1819年，亚拉巴马州加入联邦，成为第22个州。随着州内不同地区人口的增长以及《印第安人迁移法案》的生效，亚拉巴马州议会也逐步组建了多个新县。1820年时全州县的总数为29个，到了1830年已经增加至36个，不过州内僅剩东北部和西部偏远地区仍由美洲原住民所據有。1840年时州内的县已增长至49个，之后10年又增加了3个，1870年增至65个，到1903年达到67个县并已维持超过一个世纪。其中最后一个成立的县是1903年2月9日建立的休斯敦县。
根据2010年美国人口普查的数据，亚拉巴马州平均每个县拥有7万1399人，其中杰斐逊县以65万8466人高居榜首，格林县则仅有9045人，是全州人口最少的县。平均每个县的面积为1958平方公里。最大的是4118平方公里的鲍德温县，最小的是1386平方公里的埃托瓦县。亚拉巴马州宪法规定州内新的县至少要有1600平方公里面积，这也有效地限制了新县城创建。
亚拉巴马州收益部的机动车辆分局发布了汽车车牌标准，其中以一或两位数字表明该车辆注册的县，这个数字将在下表从左至右第四列列出。前三个前缀由州历史上人口最多的县保留，其后按字母排列继续。每个牌照号码由各发放机构按顺序分配，其格式为或，具体取决于该县是以一个还是两个数字表示。如果出现数字不够用的情况则会以字母来代替，如“XXZ999Z”的后面是“XXA0A0A”。
以下表格会在每一个县的名称后面列出其联邦资料处理标准代码（简称代码），该代码是联邦政府用来区分各州和各县的唯一识别码。亚拉巴马州的代码是01，结合任何一个县的代码则为。所有的代码将链接至该县最近的一次人口普查数据。

## 现有的县
| 县           | FIPS代码 | 县城               | 牌照号码 | 成立 | 起源                                                       | 辞源                                                                                   | 人口    | 面积          | 地图                         |
| ------------ | -------- | ------------------ | -------- | ---- | ---------------------------------------------------------- | -------------------------------------------------------------------------------------- | ------- | ------------- | ---------------------------- |
| 奥陶加县     | 001      | 普拉特维尔         | 4        | 1818 | 蒙哥马利县                                                 | 美洲原住民部落名                                                                       | 55,514  | 1,538平方公里 | 標示出奥陶加县位置的地圖     |
| 鲍德温县     | 003      | 贝米内特           | 5        | 1809 | 华盛顿县和西佛罗里达                                       | 乔治亚州联邦众议员亚伯拉罕·鲍德温                                                      | 190,790 | 4118平方公里  | 標示出鲍德温县位置的地圖     |
| 巴伯县       | 005      | 克莱顿             | 6        | 1832 | 派克县                                                     | 詹姆斯·巴伯，弗吉尼亚州州长、联邦参议员                                                | 27,201  | 2292平方公里  | 標示出巴伯县位置的地圖       |
| 比伯县       | 007      | 森特维尔           | 7        | 1818 | 蒙哥马利县                                                 | 首任亚拉巴马州州长威廉·怀特·比伯（William Wyatt Bibb）                                 | 22,597  | 1614平方公里  | 標示出比伯县位置的地圖       |
| 布朗特县     | 009      | 奥尼昂塔           | 8        | 1818 | 蒙哥马利县和印第安领地                                     | 田纳西州州长威利·布朗特（Willie Blount）                                               | 57,826  | 1671平方公里  | 標示出布朗特县位置的地圖     |
| 布洛克县     | 011      | 联盟泉             | 9        | 1866 | 巴伯县、蒙哥马利县、派克县和梅肯县                         | 亚拉巴马州议会参议员爱德华·布洛克（Edward Bullock）                                    | 10,474  | 1614平方公里  | 標示出布洛克县位置的地圖     |
| 巴特勒县     | 013      | 格林维尔           | 10       | 1819 | 科尼卡县和门罗县                                           | 威廉·巴特勒，克瑞克战争（Creek War）军官                                               | 20,307  | 2012平方公里  | 標示出巴特勒县位置的地圖     |
| 卡尔洪县     | 015      | 安尼斯敦           | 11       | 1832 | 圣克莱尔县                                                 | 第7任美国副总统约翰·卡德威尔·卡尔霍恩                                                  | 117,296 | 1570平方公里  | 標示出卡尔洪县位置的地圖     |
| 钱伯斯县     | 017      | 拉法叶             | 12       | 1832 | 蒙哥马利县                                                 | 亚拉巴马州联邦参议员亨利·H·钱伯斯（Henry H. Chambers）                                 | 34,064  | 1546平方公里  | 標示出钱伯斯县位置的地圖     |
| 切罗基县     | 019      | 中心               | 13       | 1836 | 切罗基领地                                                 | 原是美洲原住民切罗基人的领地                                                           | 26,021  | 1435平方公里  | 標示出切罗基县位置的地圖     |
| 奇尔顿县     | 021      | 克兰顿             | 14       | 1868 | 奥陶加县、比伯县、佩里县和谢尔比县                         | 威廉·帕里什·奇尔顿（William Parish Chilton），亚拉巴马州最高法院大法官                 | 43,819  | 1795平方公里  | 標示出奇尔顿县位置的地圖     |
| 查可托县     | 023      | 巴特勒             | 15       | 1847 | 萨姆特县和华盛顿县                                         | 亚拉巴马州部分地区曾是查可托族美洲原住民领地                                           | 13,633  | 2367平方公里  | 標示出查可托县位置的地圖     |
| 克拉克县     | 025      | 格罗夫希尔         | 16       | 1812 | 华盛顿县                                                   | 乔治亚州约翰·克拉克（John Clark）                                                      | 25,161  | 3206平方公里  | 標示出克拉克县位置的地圖     |
| 克莱县       | 027      | 阿什兰             | 17       | 1866 | 兰道夫县和塔拉迪加县                                       | 亨利·克莱，肯塔基州联邦众议员和联邦参议员                                              | 13,435  | 1564平方公里  | 標示出克莱县位置的地圖       |
| 克利本县     | 029      | 赫夫林             | 18       | 1866 | 卡尔洪县、兰道夫县和塔拉迪加县                             | 帕特里克·克利本（Patrick Cleburne），美国内战少将                                      | 14,832  | 1450平方公里  | 標示出克利本县位置的地圖     |
| 科菲县       | 031      | 厄尔巴和恩特普赖斯 | 19       | 1841 | 戴尔县                                                     | 约翰·科菲（John Coffee），1812年战争和克瑞克战争军事领导人                             | 51,252  | 1759平方公里  | 標示出科菲县位置的地圖       |
| 科尔伯特县   | 033      | 塔斯坎比亚         | 20       | 1867 | 富兰克林县                                                 | 乔治·科尔伯特（George Colbert）和李维·科尔伯特（Levi Colbert），美洲原住民奇克索人酋长 | 54,446  | 1536平方公里  | 標示出科尔伯特县位置的地圖   |
| 科尼卡县     | 035      | 埃弗格林           | 21       | 1818 | 门罗县                                                     | 同名河流                                                                               | 12,981  | 2201平方公里  | 標示出科尼卡县位置的地圖     |
| 库萨县       | 037      | 罗克福德           | 22       | 1832 | 蒙哥马利县                                                 | 根据一个美洲原住民村庄命名的同名河流                                                   | 10,966  | 1686平方公里  | 標示出库萨县位置的地圖       |
| 卡温顿县     | 039      | 安达卢西亚         | 23       | 1821 | 亨利县                                                     | 李奥纳多·卡温顿（Leonard Covington），1812年战争准将、联邦众议员                       | 37,955  | 2668平方公里  | 標示出卡温顿县位置的地圖     |
| 克伦肖县     | 041      | 卢文               | 24       | 1866 | 巴特勒县、科菲县、卡温顿县、朗兹县和派克县                 | 州最高法院大法官安德森·克伦肖（Anderson Crenshaw）                                     | 14,083  | 1577平方公里  | 標示出克伦肖县位置的地圖     |
| 卡尔曼县     | 043      | 卡尔曼             | 25       | 1877 | 布朗特县、摩根县和温斯顿县                                 | 约翰·G·卡尔曼（John G. Cullmann）上校，县城的创始人                                    | 80,440  | 1904平方公里  | 標示出卡尔曼县位置的地圖     |
| 戴尔县       | 045      | 奥索卡             | 26       | 1824 | 卡温顿县和亨利县                                           | 塞逊尔·戴尔（Samuel Dale），州议会议员，军队准将                                       | 50,444  | 1453平方公里  | 標示出戴尔县位置的地圖       |
| 达拉斯县     | 047      | 塞尔玛             | 27       | 1818 | 门罗县和蒙哥马利县                                         | 美国财政部长亚历山大·J·达拉斯                                                          | 43,820  | 2536平方公里  | 標示出达拉斯县位置的地圖     |
| 迪卡尔布县   | 049      | 佩恩堡             | 28       | 1836 | 切罗基人领地                                               | 美国独立战争大陆军少将约翰·迪卡尔布（Johann de Kalb）                                  | 71,109  | 2012平方公里  | 標示出迪卡尔布县位置的地圖   |
| 埃尔莫尔县   | 051      | 威屯卡             | 29       | 1866 | 奥陶加县、库萨县、蒙哥马利县和塔拉普萨县                   | 美国独立战争老兵约翰·阿彻·艾尔摩尔（John Archer Elmore）                               | 79,303  | 1601平方公里  | 標示出埃尔莫尔县位置的地圖   |
| 埃斯坎比亚县 | 053      | 布鲁顿             | 30       | 1868 | 鲍德温县和科尼卡县                                         | 同名河流                                                                               | 38,319  | 2448平方公里  | 標示出埃斯坎比亚县位置的地圖 |
| 埃托瓦县     | 055      | 加兹登             | 31       | 1866 | 布朗特县、卡尔洪县切罗基县迪卡尔布县、马歇尔县和圣克莱尔县 | 同名山脉                                                                               | 104,430 | 1386平方公里  | 標示出埃托瓦县位置的地圖     |
| 费耶特县     | 057      | 费耶特             | 32       | 1824 | 马里恩县、皮肯斯县、塔斯卡卢萨县和沃克县                   | 美国独立战争指挥官拉法耶特侯爵                                                         | 17,241  | 1627平方公里  | 標示出费耶特县位置的地圖     |
| 富兰克林县   | 059      | 拉塞尔维尔         | 33       | 1818 | 切罗基人领地                                               | 美国国父本杰明·富兰克林                                                                | 31,704  | 1642平方公里  | 標示出富兰克林县位置的地圖   |
| 杰尼瓦县     | 061      | 杰尼瓦             | 34       | 1868 | 科菲县、戴尔县和亨利县                                     | 多位早期居民从纽约州同名城市来到这里                                                   | 26,790  | 1487平方公里  | 標示出杰尼瓦县位置的地圖     |
| 格林县       | 063      | 尤托               | 35       | 1819 | 马伦戈县和塔斯卡卢萨县                                     | 美国独立战争将军内森尼尔·格林（Nathanael Greene）                                      | 9,045   | 1676平方公里  | 標示出格林县位置的地圖       |
| 黑尔县       | 065      | 格林斯博罗         | 36       | 1867 | 格林县、马伦戈县、佩里县和塔斯卡卢萨县                     | 美国内战南方军队中校史蒂芬·F·黑尔（Stephen F. Hale）                                   | 15,760  | 1668平方公里  | 標示出黑尔县位置的地圖       |
| 亨利县       | 067      | 阿比维尔           | 37       | 1819 | 科尼卡县                                                   | 弗吉尼亚州州长、美国独立战争领导人帕特里克·亨利                                        | 17,302  | 1456平方公里  | 標示出亨利县位置的地圖       |
| 休斯敦县     | 069      | 多森               | 38       | 1903 | 戴尔县、杰尼瓦县和亨利县                                   | 第24任亚拉巴马州州长、联邦众议员乔治·S·休斯敦（George S. Houston）                     | 101,547 | 1502平方公里  | 標示出休斯敦县位置的地圖     |
| 杰克逊县     | 071      | 斯科茨博罗         | 39       | 1819 | 切罗基人领地                                               | 第7任美国总统安德鲁·杰克逊                                                             | 53,227  | 2792平方公里  | 標示出杰克逊县位置的地圖     |
| 杰斐逊县     | 073      | 伯明翰             | 1        | 1819 | 布朗特县                                                   | 第3任美国总统托马斯·杰斐逊                                                             | 658,466 | 2877平方公里  | 標示出杰斐逊县位置的地圖     |
| 拉马尔县     | 075      | 弗龙               | 40       | 1867 | 费耶特县和马里恩县                                         | 美国联邦最高法院大法官鲁休斯·Q·C·拉马尔二世（Lucius Q. C. Lamar II）                   | 14,564  | 1567平方公里  | 標示出拉马尔县位置的地圖     |
| 劳德代尔县   | 077      | 弗洛伦斯           | 41       | 1818 | 切罗基人领地和奇克索人领地                                 | 1812年战争上校詹姆斯·劳德代尔（James Lauderdale）                                      | 92,709  | 1730平方公里  | 標示出劳德代尔县位置的地圖   |
| 劳伦斯县     | 079      | 莫尔顿             | 42       | 1818 | 切罗基人领地                                               | 1812年美国海军军官詹姆斯·劳伦斯（James Lawrence）                                      | 34,339  | 1790平方公里  | 標示出劳伦斯县位置的地圖     |
| 利县         | 081      | 欧佩莱卡           | 43       | 1866 | 钱伯斯县、梅肯县、拉塞尔县、和塔拉普萨县                   | 美利坚联盟国军队总司令罗伯特·李                                                        | 140,247 | 1575平方公里  | 標示出利县位置的地圖         |
| 莱姆斯通县   | 083      | 阿森斯             | 44       | 1818 | 麦迪逊县和已取消的艾尔克县                                 | 县名意为石灰岩，这是当地地质构成                                                       | 82,782  | 1450平方公里  | 標示出莱姆斯通县位置的地圖   |
| 朗兹县       | 085      | 海恩维尔           | 45       | 1830 | 巴特勒县、达拉斯县和蒙哥马利县                             | 南卡罗莱纳州联邦众议员威廉·朗兹（William Lowndes）                                     | 11,299  | 1854平方公里  | 標示出朗兹县位置的地圖       |
| 梅肯县       | 087      | 塔斯基吉           | 46       | 1832 | 蒙哥马利县                                                 | 北卡罗莱纳州联邦众议员内森尼尔·梅肯（Nathaniel Macon）                                 | 21,452  | 1577平方公里  | 標示出梅肯县位置的地圖       |
| 麦迪逊县     | 089      | 亨茨维尔           | 47       | 1808 | 切罗基和奇克索领地                                         | 美国宪法之父，第4任总统詹姆斯·麦迪逊                                                   | 334,811 | 2077平方公里  | 標示出麦迪逊县位置的地圖     |
| 马伦戈县     | 091      | 林登               | 48       | 1818 | 查克托族领地                                               | 马伦戈战役                                                                             | 21,027  | 2530平方公里  | 標示出马伦戈县位置的地圖     |
| 马里恩县     | 093      | 汉密尔顿           | 49       | 1818 | 塔斯卡卢萨县                                               | 美国独立战争军事领袖弗朗西斯·马里恩（Francis Marion）                                  | 30,776  | 1922平方公里  | 標示出马里恩县位置的地圖     |
| 马歇尔县     | 095      | 甘特斯维尔         | 50       | 1836 | 布朗特县、杰克逊县和切罗基人领地                           | 美国首席大法官约翰·马歇尔                                                              | 93,019  | 1466平方公里  | 標示出马歇尔县位置的地圖     |
| 莫比尔县     | 097      | 莫比尔             | 2        | 1812 | 西佛罗里达同名地区                                         | 县座落在同名海湾，海湾又是由同名美洲原住民部落命名                                     | 412,992 | 3183平方公里  | 標示出莫比尔县位置的地圖     |
| 门罗县       | 099      | 门罗维尔           | 51       | 1815 | 美洲原住民领地                                             | 第5任美国总统詹姆斯·门罗                                                               | 23,068  | 2657平方公里  | 標示出门罗县位置的地圖       |
| 蒙哥马利县   | 101      | 蒙哥马利           | 3        | 1816 | 门罗县                                                     | 克瑞克战争美军少校李默尔·P·蒙哥马利（Lemuel P. Montgomery）                            | 229,363 | 2031平方公里  | 標示出蒙哥马利县位置的地圖   |
| 摩根县       | 103      | 迪凯特             | 52       | 1818 | 切罗基人领地                                               | 弗吉尼亚州联邦众议员丹尼尔·摩根（Daniel Morgan）                                       | 119,490 | 1500平方公里  | 標示出摩根县位置的地圖       |
| 佩里县       | 105      | 马里昂             | 53       | 1819 | 达拉斯县、马伦戈县、塔斯卡卢萨县和已经取消的卡哈巴县       | 1812年战争海军军官奥利弗·哈泽德·佩里                                                   | 10,591  | 1865平方公里  | 標示出佩里县位置的地圖       |
| 皮肯斯县     | 107      | 卡罗尔顿           | 54       | 1820 | 塔斯卡卢萨县                                               | 美国独立战争将军、南卡罗莱纳州联邦众议员安德鲁·皮肯斯（Andrew Pickens）                | 19,746  | 2282平方公里  | 標示出皮肯斯县位置的地圖     |
| 派克县       | 109      | 特洛伊             | 55       | 1821 | 亨利县和蒙哥马利县                                         | 探险家，1812年战争军官泽布伦·派克（Zebulon Pike）                                      | 32,899  | 1740平方公里  | 標示出派克县位置的地圖       |
| 兰道夫县     | 111      | 韦道伊             | 56       | 1832 | 圣克莱尔县和谢尔比县                                       | 弗吉尼亚州联邦参议员约翰·兰道夫（John Randolph）                                       | 22,913  | 1505平方公里  | 標示出兰道夫县位置的地圖     |
| 拉塞尔县     | 113      | 凤凰城             | 57       | 1832 | 巴伯县、布洛克县、利县和梅肯县                             | 克瑞克战争军官吉尔伯特·C·拉塞尔                                                        | 52,947  | 1660平方公里  | 標示出拉塞尔县位置的地圖     |
| 圣克莱尔县   | 115      | 阿什维尔和佩尔城   | 59       | 1818 | 谢尔比县                                                   | 大陆会议主席亚瑟·圣克莱尔（Continental Congress）                                      | 83,593  | 1637平方公里  | 標示出圣克莱尔县位置的地圖   |
| 谢尔比县     | 117      | 哥伦比亚纳         | 58       | 1818 | 蒙哥马利县                                                 | 肯塔基州州长艾萨克·谢尔比                                                              | 195,085 | 2033平方公里  | 標示出谢尔比县位置的地圖     |
| 萨姆特县     | 119      | 利文斯顿           | 60       | 1832 | 查可托族领地                                               | 南卡罗莱纳州联邦众议员托马斯·萨姆特（Thomas Sumter）                                   | 13,763  | 2341平方公里  | 標示出萨姆特县位置的地圖     |
| 塔拉迪加县   | 121      | 塔拉迪加           | 61       | 1832 | 圣克莱尔县和谢尔比县                                       | 美洲原住民语，意为“边陲小镇”                                                           | 82,291  | 1909平方公里  | 標示出塔拉迪加县位置的地圖   |
| 塔拉普萨县   | 123      | 戴德维尔           | 62       | 1832 | 蒙哥马利县和谢尔比县                                       | 同名河流                                                                               | 41,616  | 1857平方公里  | 標示出塔拉普萨县位置的地圖   |
| 塔斯卡卢萨县 | 125      | 塔斯卡卢萨         | 63       | 1818 | 蒙哥马利县和查克托族领地                                   | 易洛魁语系称呼黑武士河（Black Warrior River）                                          | 194,656 | 3424平方公里  | 標示出塔斯卡卢萨县位置的地圖 |
| 沃克县       | 127      | 碧玉               | 64       | 1823 | 布朗特县、杰斐逊县和塔斯卡卢萨县                           | 亚拉巴马州联邦参议员约翰·威廉斯·沃克                                                   | 67,023  | 2049平方公里  | 標示出沃克县位置的地圖       |
| 华盛顿县     | 129      | 查特姆             | 65       | 1800 | 密西西比领地的亚当斯县和杰佛逊县                           | 首任美国总统乔治·华盛顿                                                                | 17,581  | 2797平方公里  | 標示出华盛顿县位置的地圖     |
| 威尔科克斯县 | 131      | 卡姆登             | 66       | 1819 | 达拉斯县和门罗县                                           | 克里克战争中牺牲的约瑟夫·M·威尔科克斯中尉（Joseph M. Wilcox）                          | 11,670  | 2300平方公里  | 標示出威尔科克斯县位置的地圖 |
| 温斯顿县     | 133      | 双弹簧             | 67       | 1850 | 沃克县                                                     | 第15任亚拉巴马州州长约翰·A·温斯顿（John A. Winston）                                   | 24,484  | 1588平方公里  | 標示出温斯顿县位置的地圖     |

## 更名的县
| 原名     | 辞源                                                     | 更名                                             |
| -------- | -------------------------------------------------------- | ------------------------------------------------ |
| 拜恩县   | 美国内战上校大卫·W·拜恩（David W. Baine）                | 1868年更名为埃托瓦县                             |
| 贝克县   | 当地地主阿尔弗雷德·贝克（Alfred Baker）                  | 1874年更名为奇尔顿县                             |
| 本顿县   | 密苏里州联邦参议员托马斯·哈特·本顿（Thomas Hart Benton） | 1858年更名为卡尔洪县                             |
| 卡哈巴县 | 与原州首府同名                                           | 1820年更名为比伯县                               |
| 科塔科县 | 同名溪流                                                 | 1821年更名为摩根县                               |
| 汉考克县 | 独立宣言签署人约翰·汉考克                                | 1858年更名为威斯顿县                             |
| 琼斯县   | 当地政治领袖约西亚·琼斯（Josiah Jones）                  | 由于琼斯本人拒绝这一荣誉而在1868年更名为卡温顿县 |
| 琼斯县   | 当地地主E·P·琼斯（E.P. Jones）                           | 起初更名为桑福德县，再于1877年改为拉马尔县       |
| 桑福德县 | 当地地主H·C·桑福德（H.C. Sanford）                       | 1877年更名为拉马尔县                             |

## 撤销的县
| 县       | 成立          | 撤销           | 命名                      | 说明                                                                   |
| -------- | ------------- | -------------- | ------------------------- | ---------------------------------------------------------------------- |
| 迪凯特县 | 1821年12月7日 | 1825年12月28日 | 美国海军准将史蒂芬·迪凯特 | 建立时县城为伍德维尔，几年后取消，其位置之后成为麦迪逊县和杰克逊县。   |
| 艾尔克县 | 1817年5月9日  | 1818年1月26日  | 同名河流                  | 起初于密西西比领地和亚拉巴马领地拆分前成立，在亚拉巴马成为一个州前取消 |